# Hypsibema crassicauda
L'ipsibema (Hypsibema crassicauda) è un dinosauro erbivoro appartenente agli adrosauri o dinosauri a becco d'anatra. Visse nel Cretaceo superiore (Campaniano, circa 75 milioni di anni fa) e i suoi resti sono stati ritrovati in Nordamerica (Carolina del Nord).

## Classificazione
Questo animale è stato descritto per la prima volta da Edward Drinker Cope nel 1869 sulla base di frammenti fossili comprendenti vertebre caudali, un omero parziale, una tibia parziale e un metatarso incompleto. A questo genere è stato attribuito erroneamente anche un femore che in seguito si è rivelato appartenere a un dinosauro teropode carnivoro. Sulla base del metatarso allungato, Cope si convinse che questo animale camminasse più direttamente sulle dita di quanto facevano gli adrosauri sinora noti (da qui il nome Hypsibema, che in greco antico significa "passo alto"); in realtà i fossili di Hypsibema non possiedono caratteristiche distintive rispetto a quelle degli altri adrosauri, e l'identità è dubbia. In ogni caso, questi resti testimoniano l'esistenza di adrosauri giganti negli Stati Uniti orientali, insieme ad altri fossili di dinosauri altrettanto enigmatici (Parrosaurus, Ornithotarsus) e del più conosciuto Lophorhothon. Hypsibema è stato a volte considerato un sinonimo di Hadrosaurus e di Parrosaurus.